# Tetiaroa
Tetiaroa (en tahitien : Teti'aroa) est un atoll faisant partie des îles du Vent dans l'archipel de la Société en Polynésie française. C'est l'unique île basse des îles du Vent, rattaché à la commune d'Arue au nord de Tahiti. Il est célèbre pour avoir été la propriété de Marlon Brando. Aujourd'hui propriété de la Polynésie française, il est toujours sous le coup d'un bail emphytéotique accordé à l'acteur. La partie relevant du littoral ou des sentiers littoraux reste accessible aux visiteurs, faisant partie du domaine public. L'atoll dispose d'une piste d'atterrissage privée, située sur le motu Onetahi et desservi par la compagnie Air Tetiaroa.

## Géographie

### Situation

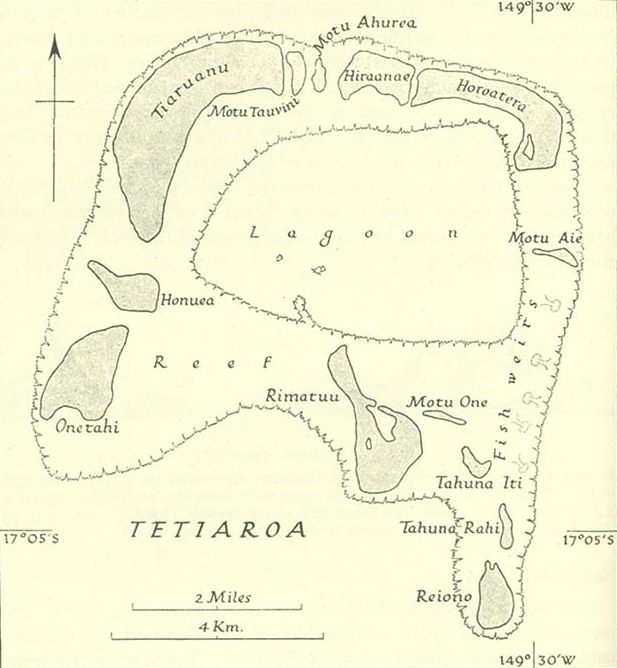
Carte de Tetiaroa dessinée par les autorités américaines durant la Seconde Guerre mondiale.

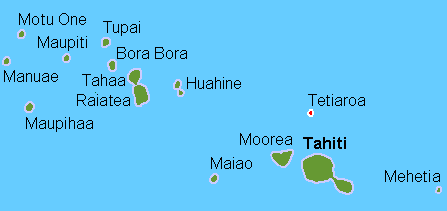
Localisation de Tetiaroa au nord de Tahiti.

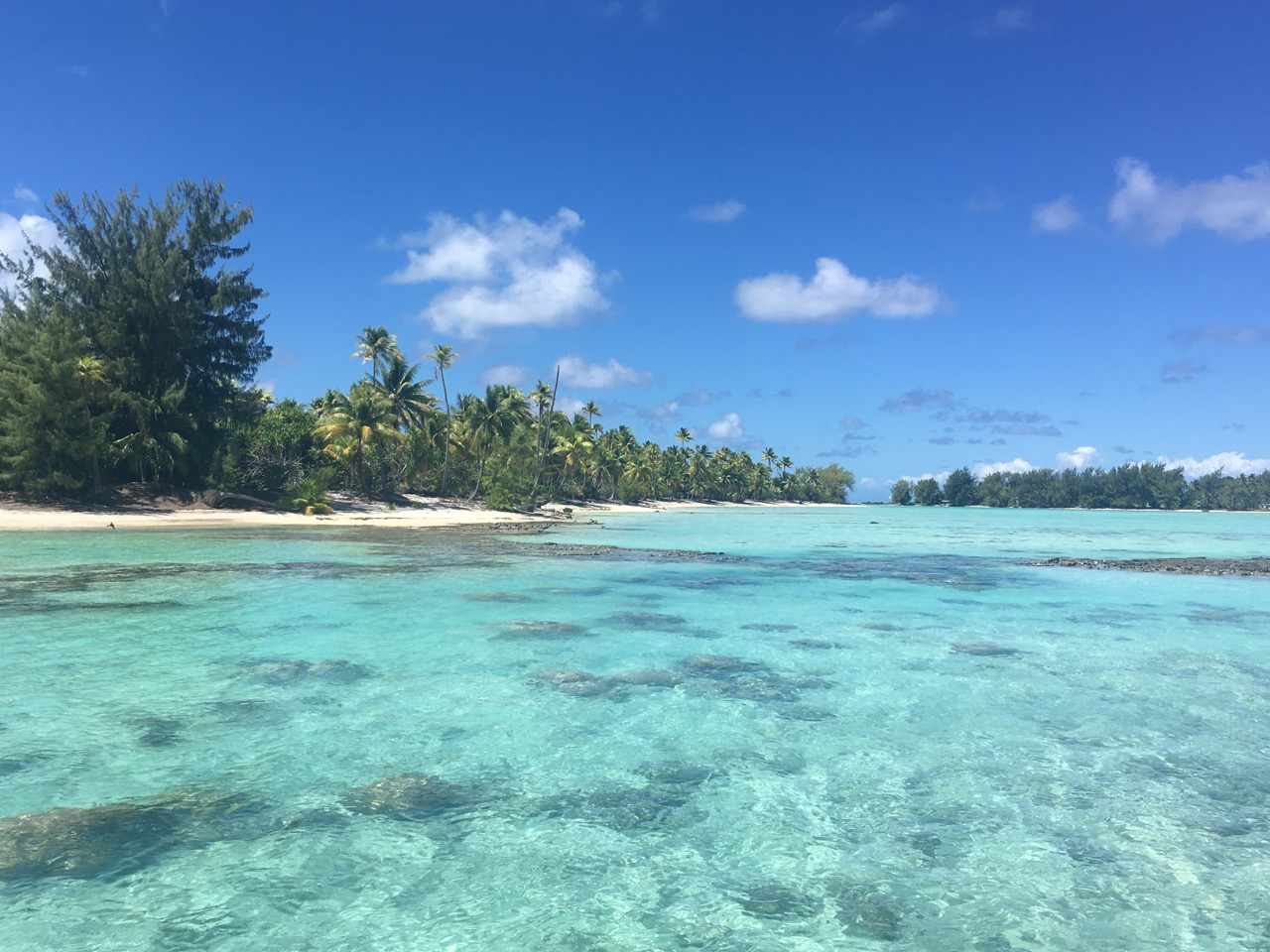
Motus et lagon à Tetiaroa.

Tetiaroa est situé à 50 km au nord de Tahiti. L'atoll s'étend sur une superficie totale de 6 km2, soit environ 585 ha de sable divisés en treize motus (îlots) dont les surfaces varient et qui sont tous atteignables à pied. Le lagon fait 7 km de large et 30 m de fond. L'atoll ne comporte aucune passe. L'accès par la mer n'est donc possible qu'avec une petite embarcation, qu'il faut manœuvrer avec dextérité afin de franchir la barrière de corail en même temps qu'une vague dans une faille, si la houle le permet.

### Îlots
Îlots et motus (dans le sens des aiguilles d'une montre) : Onetahi (avec l'hôtel The Brando Resort, son village, des laboratoires scientifiques, la piste de 757 m praticables et ses marae), Honuea, Tiaraunu (avec la récente découverte d'un marae décrit comme une plateforme d'archers), Motu Tauini, Motu Auroa, Hiraanae, Oroatera (avec le lac d'eau saumâtre et sa petite baie formant une lagune où l'on peut observer les requins juvéniles), Motu Ai'e (où se trouvent les nids de sterne à dos gris), Tahuna Iti (aussi connue sous le nom d'île aux oiseaux pour leurs densités, réserve ornithologique) formant maintenant un fer à cheval créant une lagune où sont observables les requins juvéniles, Tahuna Rahi (qui perd trois quarts de sa superficie ne laissant qu'un petit Motu près de Reiono), Motu One, Rimatuu (avec ses marae) et Reiono (le point le plus au sud possédant l'une des dernières forêts primaires de Polynésie encore épargnée).

## Population
Jusqu'en 2012, la population permanente est d'un seul habitant, Teihotu Brando, le fils de Marlon  Brando. Depuis début 2014, du personnel d'hôtel vit également sur l'atoll, la population officielle au dernier recensement général de 2017 est désormais de 240 habitants permanents. L'atoll est rattaché à la municipalité d'Arue, commune du nord de Tahiti.

## Histoire
Remarqué par les premiers explorateurs de Tahiti, l'atoll de Tetiaroa accueille en 1789 trois déserteurs du Bounty. En 1904, la famille royale de Pomaré de Tahiti offrit l'atoll au seul dentiste de Tahiti, Johnston Walter Williams, un Canadien qui devient plus tard consul du Royaume-Uni de 1916 à 1935. Par la suite, il en fait une plantation de coprah.
En 1960, à la suite du tournage du film Les Révoltés du Bounty, Marlon Brando découvre Tetiaroa. Le film est tourné à Tahiti et aux alentours de Moorea. Après la fin du tournage, Brando engage un pêcheur local pour pêcher à Tetiaroa. Il déclare au sujet que l'atoll est « plus beau que tout ce que j'avais pu imaginer » (« more georgeous than anything I had anticipated »), comme il l'écrit dans son autobiographie en 1994, Songs My Mother Taught Me. Après avoir convaincu la descendante directe du Dr Williams (Williams et sa femme sont enterrés sur le motu Rimatuu), madame Duran, de lui céder l'atoll, Brando se heurte aux autorités locales. Cependant, grâce à des amitiés bien placées, il est finalement en mesure de contracter en octobre 1966 un bail emphytéotique de 99 ans, couvrant d'abord 440 hectares, puis 587 en 1967. L'intérêt historique de Tetiaroa pour la population et le gouvernement de la Polynésie française continue à faire débat quant à son évolution. Il y vit jusqu'en 1990.
En 1962, l'archéologue Pierre Vérin met au jour le marae de Puna'ia sur l'îlot Onetahi. Plus tard en 1973, des archéologues du musée Bishop de Honolulu (Hawaï) en dégagent les diverses structures et situent son origine entre les XVIIe et XVIIIe siècles. Il s'agirait de deux marae aux structures imbriquées l'une dans l'autre. L'atoll sert de décor au film Le Bourreau des cœurs (1983) avec Aldo Maccione. À cette occasion, l'équipe du film prend à sa charge certains travaux d'aménagement. Marlon Brando refuse cependant de faire une apparition dans le film. Marlon Brando fait construire sur Onetahi quelques bungalows, que sa famille transforme en petit hôtel rudimentaire (avec cinq chambres, pas d'électricité, un filet d'eau, aucun traitement des déchets), aujourd'hui fermé. En 2002, soit deux ans avant sa mort, Brando signe un nouveau testament ainsi qu'un accord dans lequel il ne laisse aucune instruction spécifique pour le devenir de Tetiaroa. Après sa mort, le bail de l'île revenant aux héritiers de Marlon Brando, ceux-ci s'orientent vers la réalisation d'un nouveau projet hôtelier, de plus grande ampleur prévoyant de construire un complexe hôtelier de luxe.
En octobre 2008, le promoteur Richard Bailey, PDG de Pacific Beachcomber, obtient l'autorisation d'effectuer de lourds travaux sur la barrière du récif (notamment un quai) afin d'aménager les installations futures d'un hôtel de luxe provoquant des controverses quant à la destruction de l'écosystème naturel et fragile de l'atoll. Ses héritiers acceptent de louer deux motus sur les treize de l'atoll pour une durée de 99 ans pour le développement d'un hôtel de luxe, en contrepartie de 5 % du chiffre d'affaires. En dépit de ces controverses, l'hôtel espère recevoir le LEED Platine en respectant cette charte environnementale. L'hôtel The Brando Resort ouvre ses portes le 1er juillet 2014.

## Transport aérien
Une compagnie aérienne française, Air Tetiaroa, basée en Polynésie française, relie l'aéroport international de Tahiti-Faaa à l'aérodrome de Tetiaroa. La fréquentation est exclusivement réservée aux clients de l'hôtel The Brando Resort.

## Préservation du milieu naturel et restauration
La présence de deux espèces de rats envahissantes a eu des répercussions importantes sur la végétation indigène, les populations d’oiseaux de mer nicheurs, les jeunes tortues de mer vertes et les crabes terrestres. La Tetiaroa Society, Island Conservation, The Brando Resort et d’autres partenaires ont mené un projet d’éradication des rats envahissants à l’été 2022,,. Après des perturbations répétées liées à la pandémie, l’opération a eu lieu en juin et juillet 2022, couvrant 520 hectares de terres et nécessitant plus de 60 employés et bénévoles,. L’espoir est que ce projet permettra de restaurer les écosystèmes terrestres, de protéger les oiseaux et les tortues indigènes en voie de disparition et d’améliorer la résilience des récifs coralliens environnants, en les rendant plus résistants au changement climatique. D’autres avantages peuvent consister à assurer la sécurité alimentaire de la population locale et à éliminer les réservoirs et les vecteurs de maladies humaines. Avec le temps, l’atoll pourrait devenir un habitat de translocation pour la Gallicolombe érythroptère et le Chevalier des Tuamotu. La prochaine phase du programme de restauration consistera en une recherche et une surveillance approfondies afin de consigner les avantages pour les écosystèmes terrestres et marins.

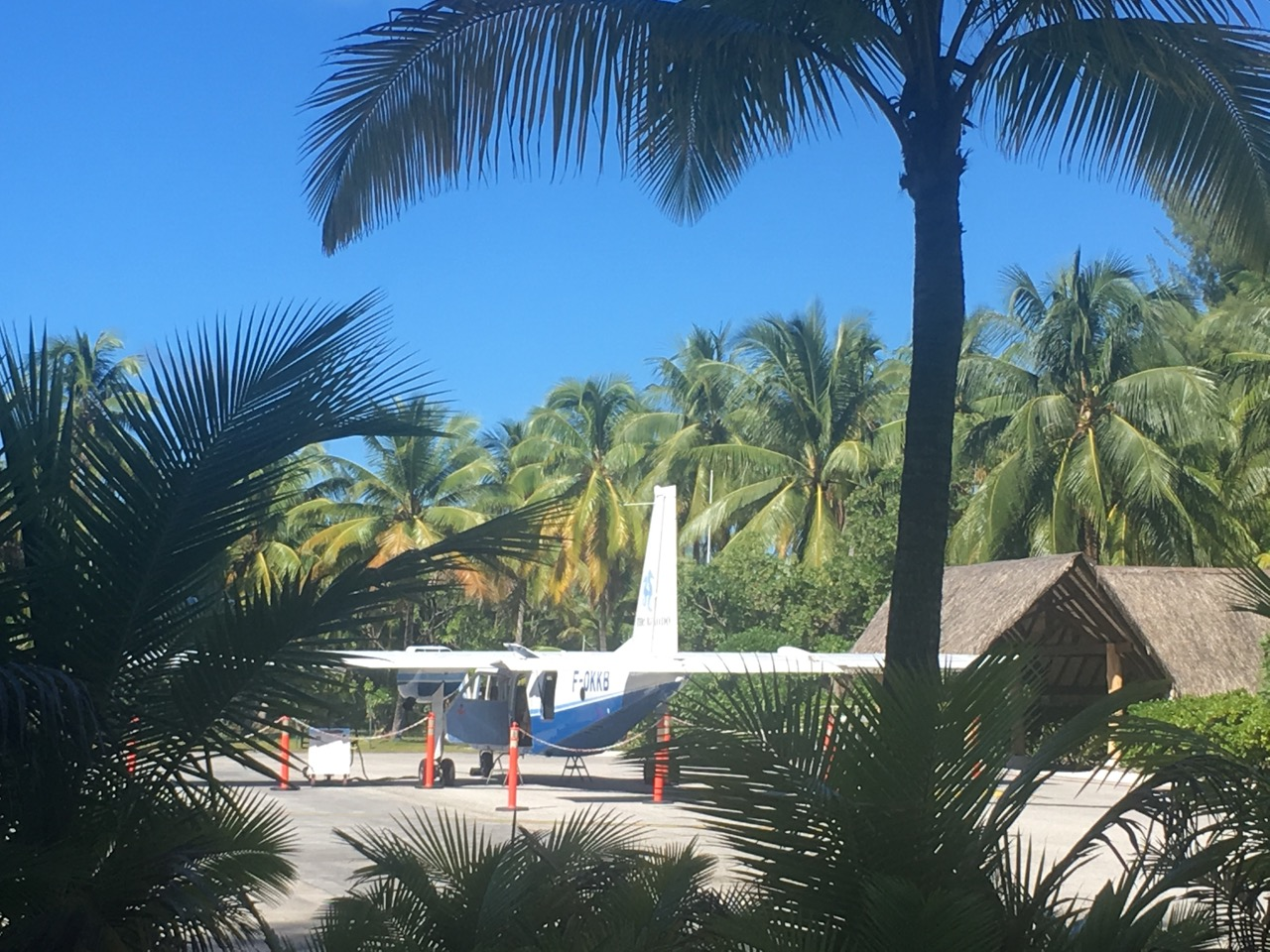
Aérodrome de Tetiaroa.
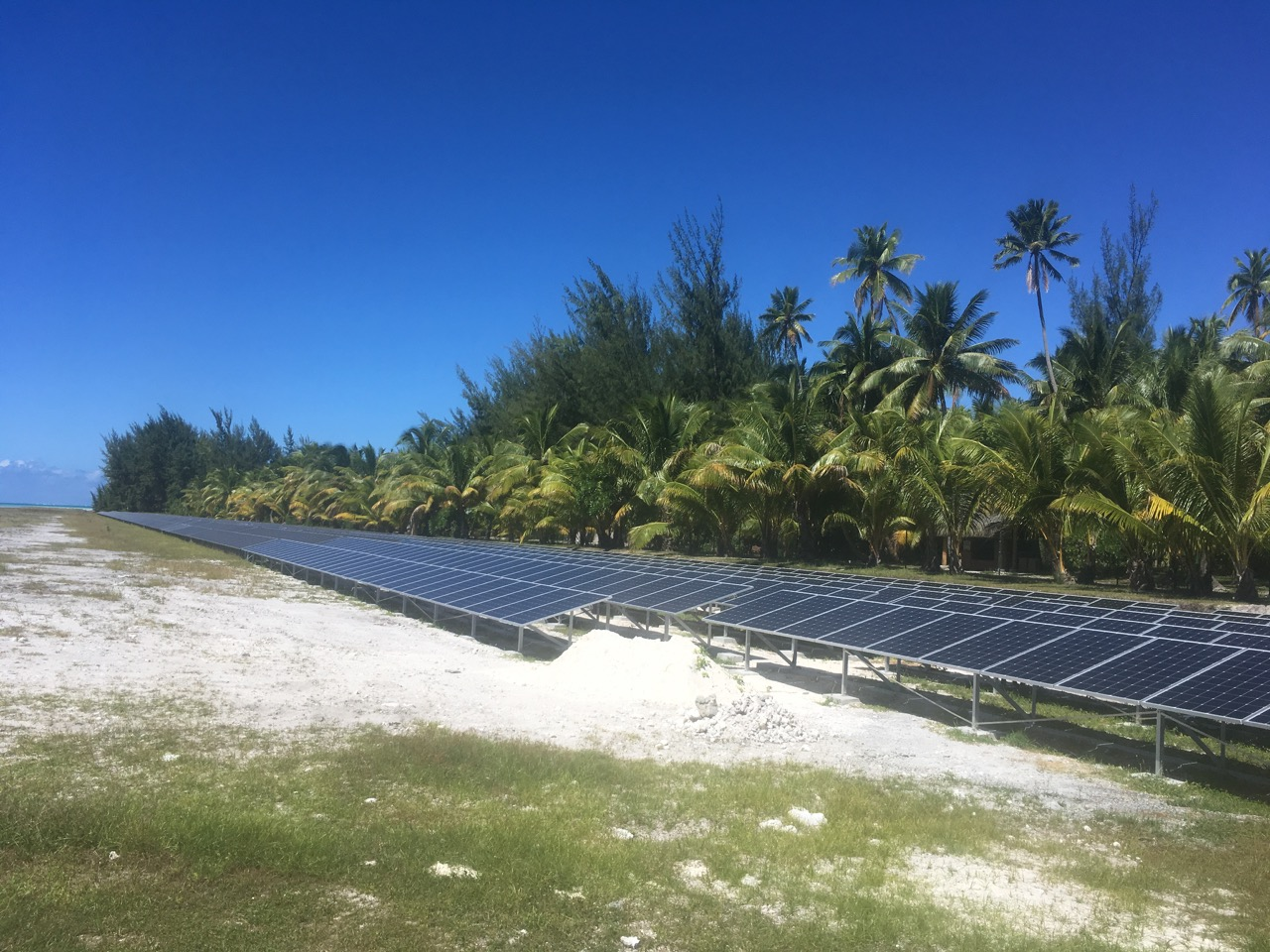
Installation photovoltaïque longeant la piste.
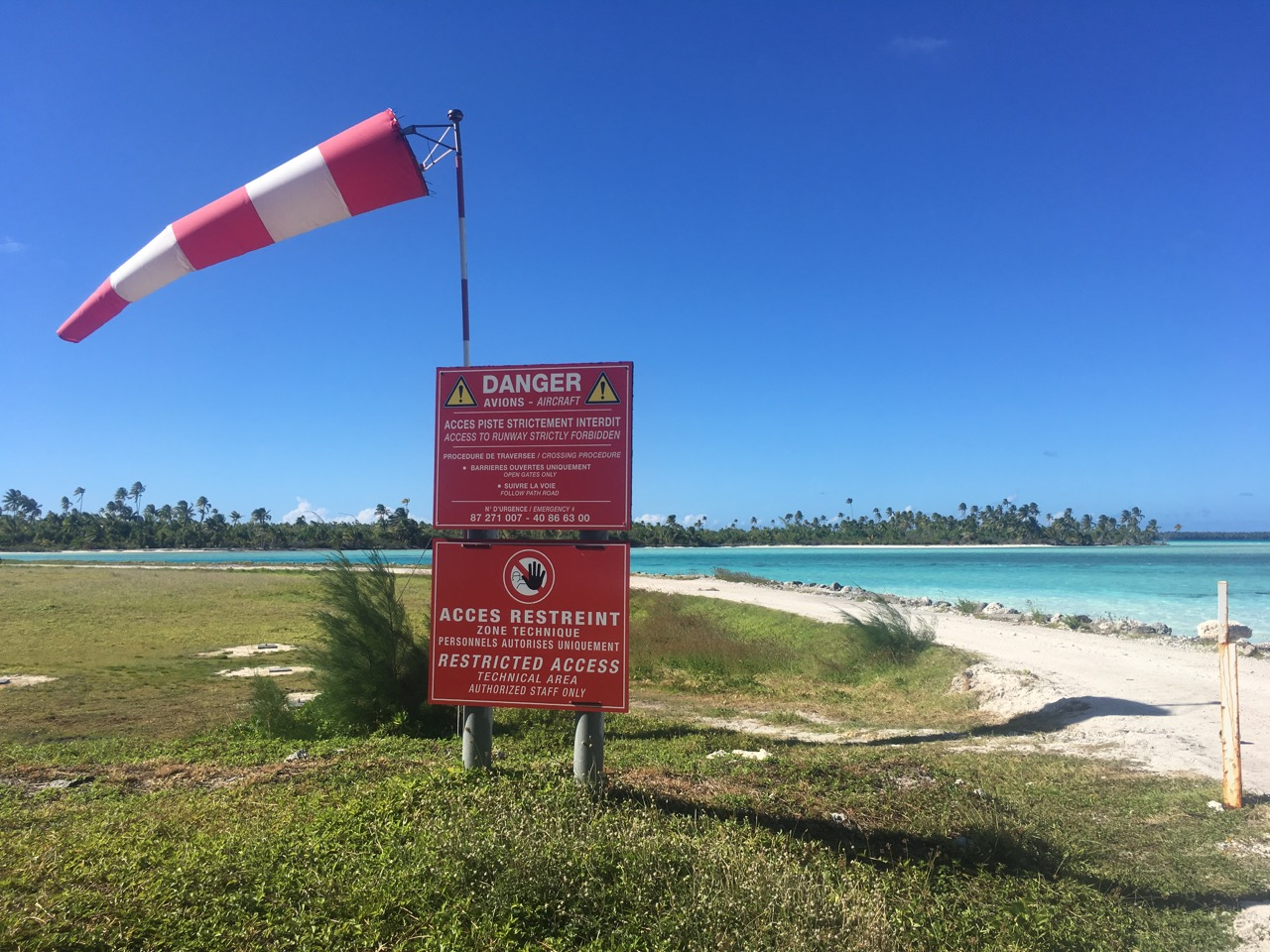
Bout de piste à Tetiaroa.
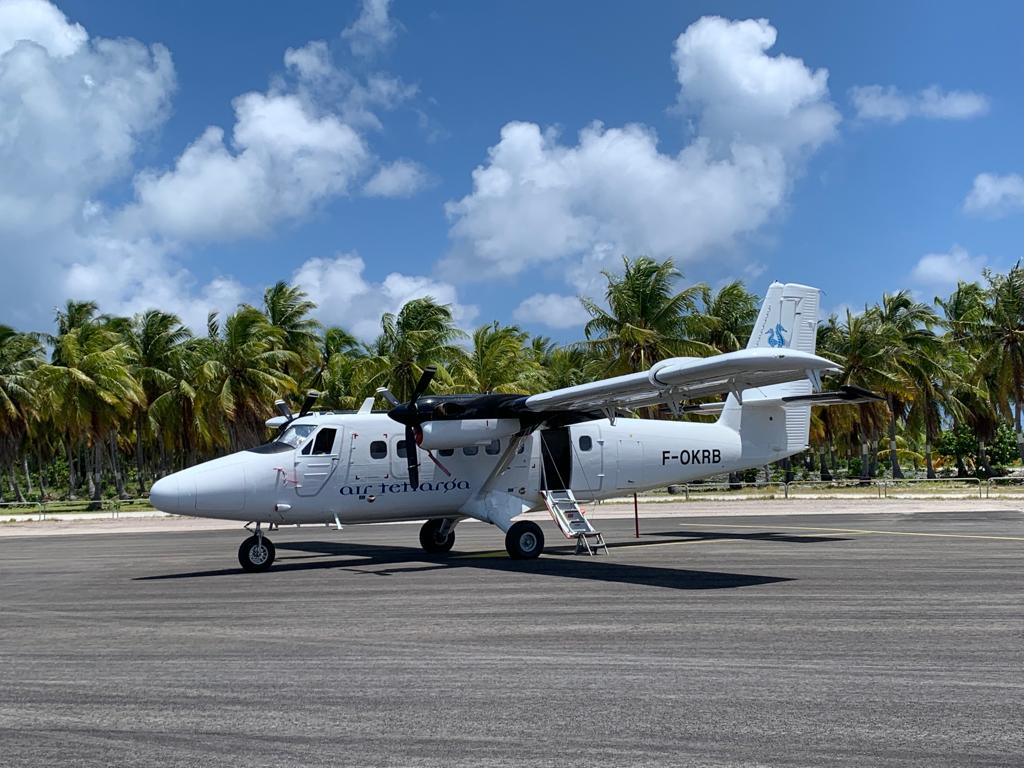
DHC-6 Twin Otter de Air Tetiaora.

## Galerie

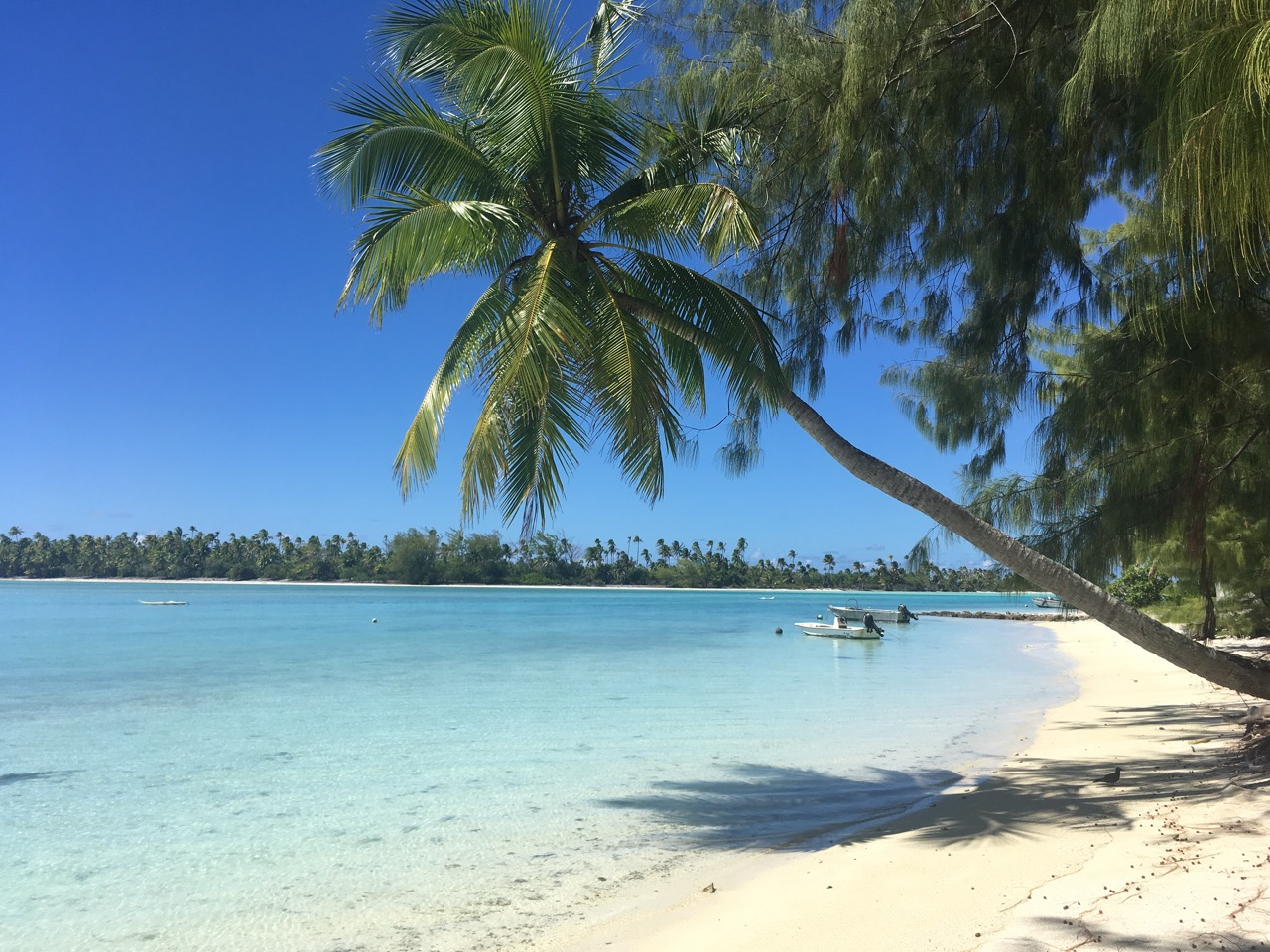
Motu Onetahi.
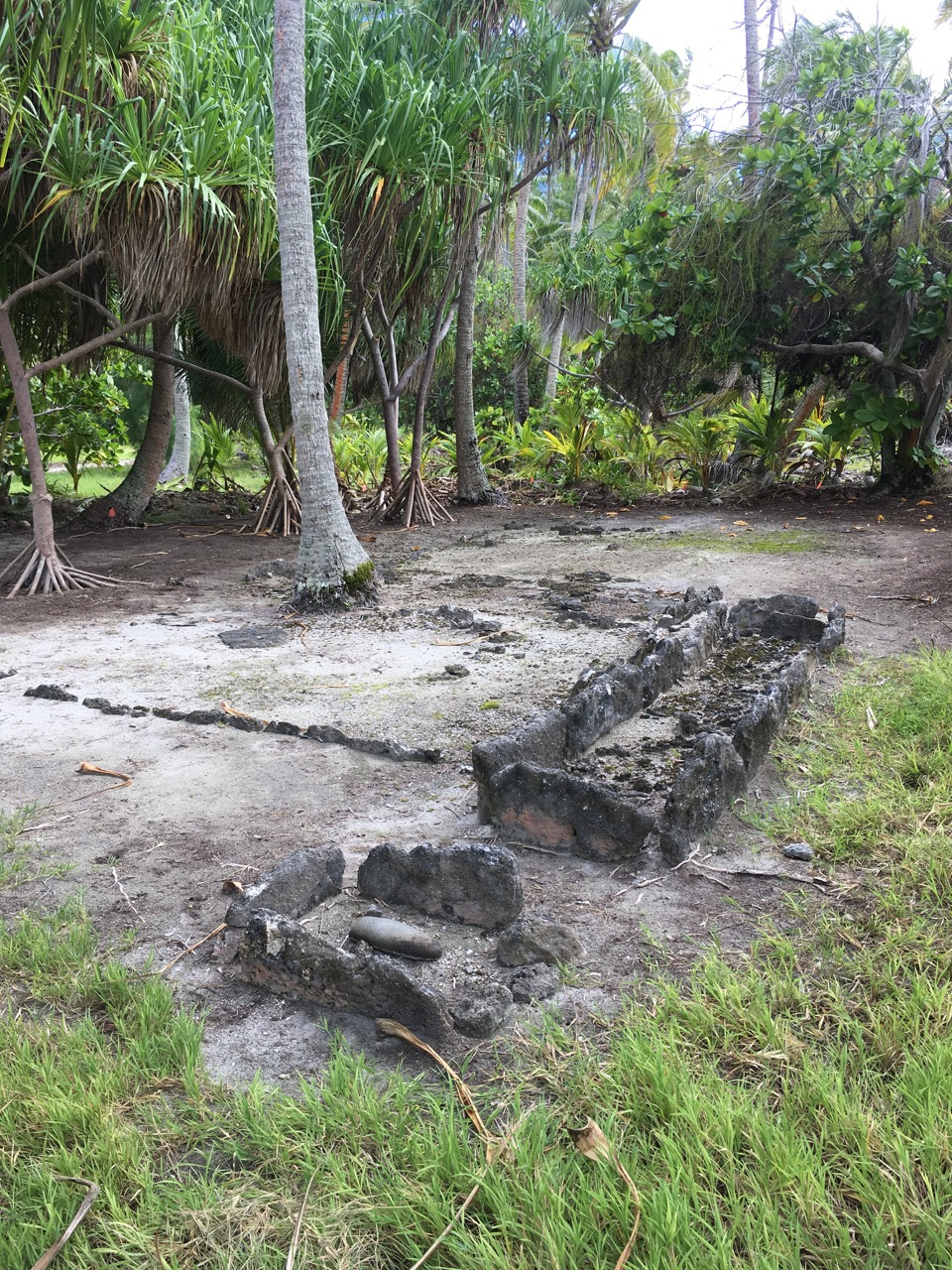
Marae de Puna'ia.
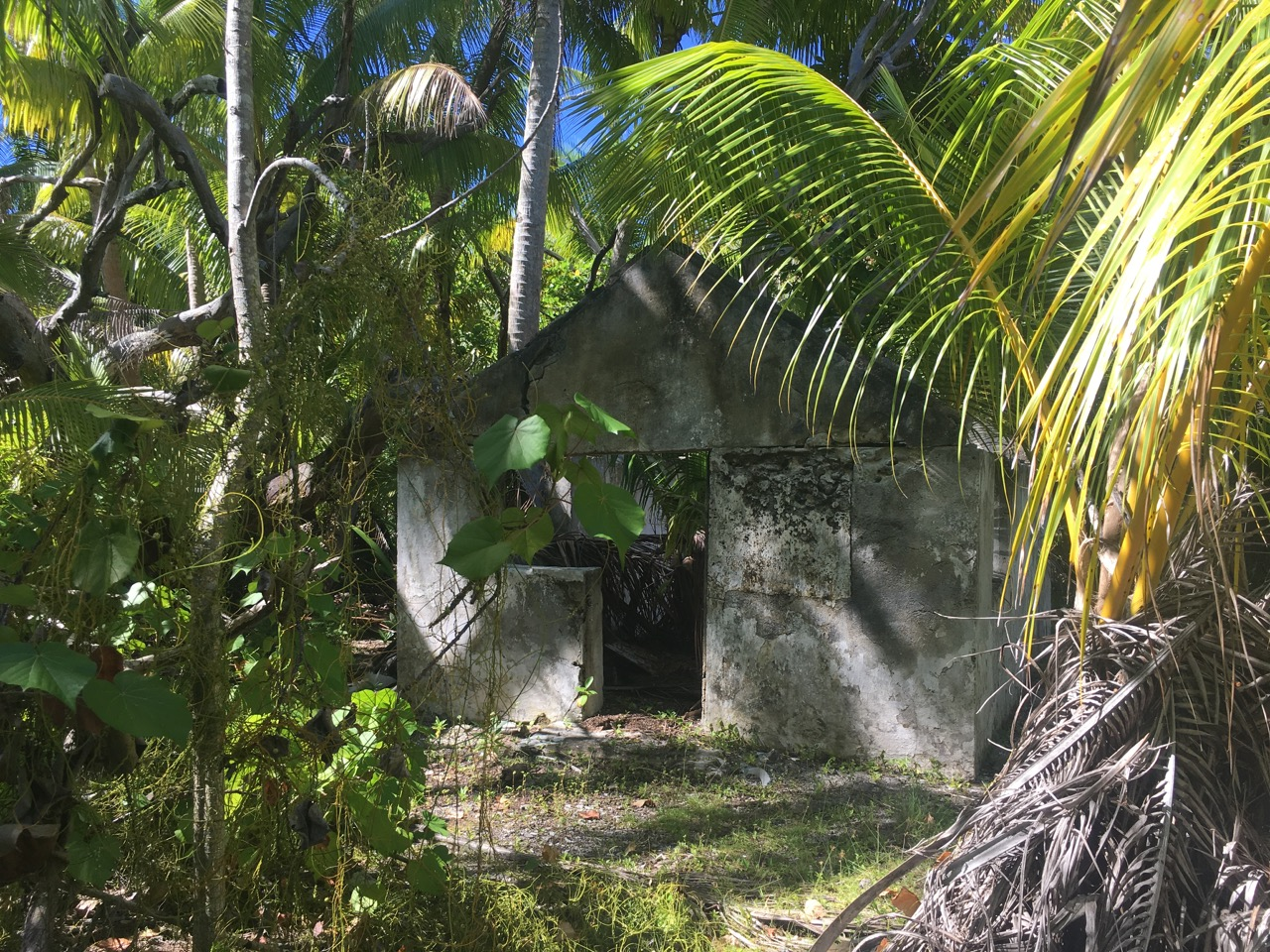
Ancien village sur l'îlot Rimatuu.
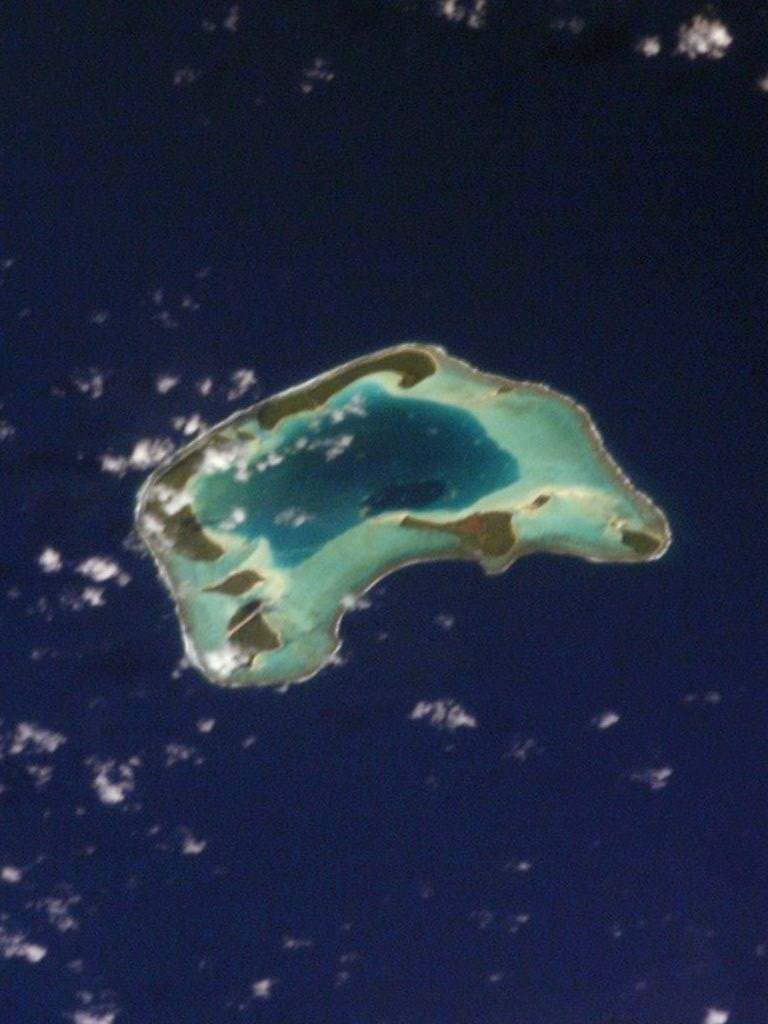
Vue du ciel de Tetiaroa.